# 洪英傑
洪英傑（1969年—），中華民國高雄市人，職業外交官。畢業於國立臺灣大學心理學系學士、东京大学社會心理學碩士。曾任臺北駐日經濟文化代表處二等秘書、亞東關係協會秘書組長、臺北駐大阪經濟文化辦事處副總領事銜副處長、外交部亞東太平洋司／臺灣日本關係協會專門委員、臺北駐日經濟文化代表處行政組長等職務，現任臺北駐大阪經濟文化辦事處總領事銜處長。

## 職業生涯
2017年10月，臺灣彰化縣彰化市與日本石川縣小松市締結為姊妹市；2018年6月，臺南市議會與京都市議會簽署友好交流協定。駐大阪辦事處副處長洪英傑皆到場觀禮。
2021年7月，為感謝日本捐贈臺灣300餘萬劑AZ疫苗，協助對抗嚴重特殊傳染性肺炎疫情，臺南市長黃偉哲回贈該市生產的50箱愛文芒果，由駐日本代表處行政組長洪英傑、秘書邱妗榆接收，並請駐日本代表謝長廷致贈給協助捐贈疫苗的相關人士。